# FK Borac Banja Luka
Fudbalski Klub Borac – bośniacki klub piłkarski z siedzibą w Banja Luce. Kilkukrotny zdobywca mistrzostwa Bośni i Hercegowiny oraz Pucharu Bośni i Hercegowiny, zdobywca Pucharu Jugosławii.

## Historia

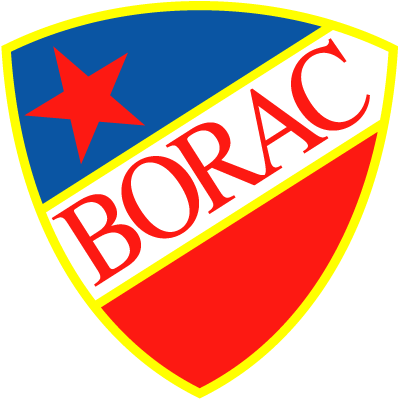
Stary herb klubu obowiązujący w czasach SFRJ

Pomysł założenia klubu zrodził się prawdopodobnie w 1925 roku. W Banja Luce istniało już kilka małych klubów piłkarskich, głównie uczniowskich, studenckich i pracowniczych. Klub założyli sprzedawcy, m.in. Mile i Brane Stefanović, Nikola i Mile Pucar, Branko i Božidar Ilić, Rudi Hiter, Mustafa Softić, Zdravko Šerbl, Savo Novaković, Žarko Vranješević, Emil Zrelec. Po niemalże rocznej korespondencji z władzami uzyskano zgodę na powołanie klubu. Spotkanie założycielskie odbyło się 4 lipca 1926 roku. Podczas zgromadzenia przyjęto regulamin, który podpisali Mustafa Softić oraz Rudi Hiter, który został pierwszym prezesem klubu. Klub na początku funkcjonował pod nazwą Radnički sportski klub Borac (Robotniczy Klub Sportowy Wojownik). Nazwę klubu zaproponował Veselin Masleša, nawołując aby nawiązywała ona do walk o swoje prawa pracownicze. Pierwszym sukcesem nowo powstałego klubu było zwycięstwo w 1928 roku w turnieju rozegranym w Sarajewie. 
W 1941 klub zawiesił pod przymusem władz swoją działalność wraz z momentem przybycia do Banja Luki Ante Pavelicia, przywódcy NDH. 23 czerwca 1945 mieszkańcy Banja Luki rozegrali pierwszy mecz piłkarski po zakończeniu II wojny światowej, co uznano za symboliczny powrót Boraca. Klub zmienił nazwę na Fudbalski klub Borac (Klub Piłkarski Borac). W 1950 rozpoczął rozgrywki w trzeciej lidze, awansując do drugiej ligi w 1958.  
Borac awansował do pierwszej ligi Jugosławii w sezonie 1961/62, jednak już po roku spadł z powrotem do drugiej ligi. Ponowny awans do najwyższej ligi klub uzyskał w sezonie 1970/71 i tym razem rozegrał w pierwszej lidze cztery sezony z rzędu. 
Sezon 1974/75 Borac spędził w drugiej lidze. Dzięki dobrej grze powrócił do pierwszej ligi i tym razem utrzymał się w niej przez 5 sezonów - do 1980 roku. Ponadto w 1975 dotarł do finału Pucharu Jugosławii, gdzie przegrał z Hajdukiem Split 0:1. Ponieważ Hajduk zdobył w tamtym sezonie również mistrzostwo Jugosławii, wystartował w bardziej prestiżowym Pucharze Mistrzów, natomiast Borac wziął udział w Pucharze Zdobywców Pucharów w sezonie 1975/76. W pierwszej rundzie drogą losowania trafił na luksemburski klub US Rumelange. Borac po dwóch efektownych zwycięstwach (9:0 i 1:5) awansował do 1/8 finału, gdzie zmierzył się z belgijskim klubem RSC Anderlecht, późniejszym zdobywcą trofeum. Anderlecht wygrał pierwsze spotkanie 3:0. Rewanż rozgrywany w Banja Luce Borac wygrał tylko 1:0 i odpadł z rozgrywek.  
Następne 9 sezonów Borac spędził w drugiej lidze. W 1988 roku klub osiągnął swój największy sukces na arenie krajowej w czasach SFRJ – po zwycięskim 1:0 finale z Crveną zvedzą zdobył Puchar Jugosławii, pozostając przy tym cały czas klubem drugoligowym. Dzięki temu drugi raz klub mógł zagrać w rozgrywkach międzynarodowych – w Pucharze Zdobywców Pucharów w sezonie 1988/89. Borac odpadł z turnieju już po pierwszej rundzie. Przeciwnikiem zespołu z Banja Luki był zwycięzca Pucharu ZSRR, Metalist Charków. Pierwszy mecz wygrali Jugosłowianie wynikiem 2:0, jednak w Charkowie przegrali aż 4:0 odpadając z turnieju. 
Od 1989 roku do momentu wybuchu wojny domowej w 1992, klub nieprzerwanie rozgrywał spotkania na pierwszym poziomie rozgrywek. W sezonie 1990/91 Borac zajął najwyższe w swojej historii startów w lidze piłkarskiej SFRJ, czwarte miejsce. W 1992 Borac wygrał Puchar Europy Środkowej, znany także pod nazwą Puchar Mitropa. Jednocześnie to była ostatnia edycja tych rozgrywek. Po sezonie 1991/92 Borac wycofał się z rozgrywek ligi SFRJ. W latach 1992-1995 zespół z Banja Luki rozgrywał swoje mecze w miejscowości Valjevo w dzisiejszej Serbii. Klub w tym okresie rozegrał 116 spotkań w ligach Federalnej Republiki Jugosławii. W tym czasie klub zaczął brać również udział w rozgrywkach o Puchar Republiki Serbskiej, który to został zdobyty przez Boraca czterokrotnie. 
Na podstawie Układu w Dayton w 1995 roku ogłoszono powstanie Bośni i Hercegowiny oraz zakończenie wojny. Do sezonu 1999/2000 regularnie zmieniano format i ilość uczestników rozgrywek o mistrzostwo kraju. Dopiero od sezonu 2000/2001 powstała Premijer liga Bosne i Hercegovine, jako odpowiednik polskiej Ekstraklasy. Jako niższy stopień rozgrywek ustalono dwie ligi będące odpowiednikami polskiej 1. ligi - 1. ligę Federacji Bośni i Hercegowiny oraz 1. ligę Republiki Serbskiej. Borac może poszczycić się pięciokrotnie zdobytym tytułem mistrza Republiki Serbskiej, jako że Banja Luka jest stolicą Republiki Serbskiej. 
W pierwszej lidze Bośni i Hercegowiny Borac zadebiutował w sezonie 2002/03, zajmując 7. miejsce. W sezonie 2003/04 klub dotarł do finału Pucharu Bośni i Hercegowiny, gdzie po remisie 1:1 przegrał 2:4 w konkursie rzutów karnych z klubem Modriča Maxima. W sezonie 2009/2010 Borac wygrał puchar kraju, po wygranym dwumeczu finałowym z Željezničarem dzięki golom zdobytym na wyjeździe (1:1 u siebie i 2:2 na wyjeździe). W sezonie 2010/2011 klub został po raz pierwszy mistrzem Bośni i Hercegowiny, a 10 lat później powtórzył to osiągnięcie.
Dzięki dobrym wynikom w rozgrywkach ligowych, Borac po 18 latach przerwy mógł przystąpić do rozgrywek międzynarodowych. Jako zwycięzca pucharu w sezonie 2010/11 przystąpił do eliminacji do Ligi Europy. Klub z Bośni odpadł po pierwszym dwumeczu ze szwajcarskim klubem Lausanne-Sport. Jako mistrz kraju w sezonie 2011/12 Borac po raz pierwszy w historii przystępował do eliminacji do Ligi Mistrzów, gdzie po raz kolejny uległ w pierwszym dwumeczu, tym razem izraelskiej drużynie Maccabi Hajfa. W sezonie 2012/13 Borac odpadł z eliminacji do Ligi Europy w pierwszej rundzie kwalifikacyjnej po dwumeczu z czarnogórskim Čelikiem Nikšić w wyniku niekorzystnej różnicy bramek zdobytych na wyjeździe.
Na kolejne występy w Europie Borac musiał czekać do pandemicznego sezonu 2020/21, gdzie w eliminacjach do Ligi Europy pokonał w 1 rundzie Sutjeskę Nikšić, ulegając jednak w rundzie drugiej portugalskiemu Rio Ave. Rok później zespół wziął udział w eliminacjach do Ligi Mistrzów, przegrywając po dogrywce z rumuńskim zespołem CFR Cluj. Po raz pierwszy Borac nie odpadł całkowicie z eliminacji, a mógł rozpocząć od drugiej rundy eliminacje do nowoutworzonych rozgrywek UEFA, Ligi Konferencji. Zespół z Banja Luki nie wykorzystał jednak tej szansy, remisując u siebie 0:0 i przegrywając na wyjeździe 4:0 z północnoirlandzkim klubem Linfield. W sezonie 2022/23 klub odpadł po pierwszej rundzie eliminacji Ligi Konferencji, przegrywając w serii rzutów karnych z B36 Tórshavn, klubem z Wysp Owczych.
W 2024 nowym prezesem klubu został Goran Lukić.
W sezonie 2023/24 Borac zdobył po raz trzeci mistrzostwo kraju. Jednocześnie zespół prowadzony przez Vinko Marinovicia dotarł do finału pucharu, gdzie w dwumeczu uległ Zrinsjkiemu, dwukrotnie wynikiem 1:0.  
11 czerwca 2024 z klubu odszedł Marinović, a nowym trenerem został Mladen Žižović. 
W sezonie 2024/25 Borac rozpoczął eliminacje do europejskich rozgrywek od eliminacji do Ligi Mistrzów, w pierwszej rundzie wygrywając po konkursie rzutów karnych z albańskim klubem Egnatia Rrogozhinë, w drugiej przegrywając z greckim PAOK. Porażka ta zdegradowała Boraca do eliminacji do Ligi Europy, gdzie w trzeciej rundzie podejmował on farerski KÍ Klaksvík, wygrywając po dogrywce i awansując do czwartej rundy kwalifikacji. Czwarty dwumecz w tym sezonie rozgrywany był z węgierskim klubem Ferencvárosi TC. Klub z Bośni i Hercegowiny przegrał w rzutach karnych, jednakże porażka w IV rundzie kwalifikacji Ligi Europy dała przegranemu klubowi możliwość występów w fazie ligowej Ligi Konferencji. 
W fazie ligowej Ligi Konferencji w sezonie 2024/25 Borac wygrał z cypryjskim klubem APOEL, austriackim LASK, zremisował z greckim Panathinaikosem i cypryjską Omonią Nikozja oraz przegrał z islandzkim Víkingurem Reykjavík i irlandzkim Shamrock Rovers. Wyniki te zagwarantowały Boracowi 20. miejsce w tabeli ligowej, zapewniające udział w wiosennej fazie play-off. Przeciwnikiem Boraca został słoweński klub Olimpija. Dzięki pokonaniu Słoweńców u siebie (1:0) i remisowi na wyjeździe (0:0), klub awansował do 1/8 rozgrywek, gdzie zmierzy się z Rapidem Wiedeń. 

## Inne informacje

### Kibice

#### Lešinari

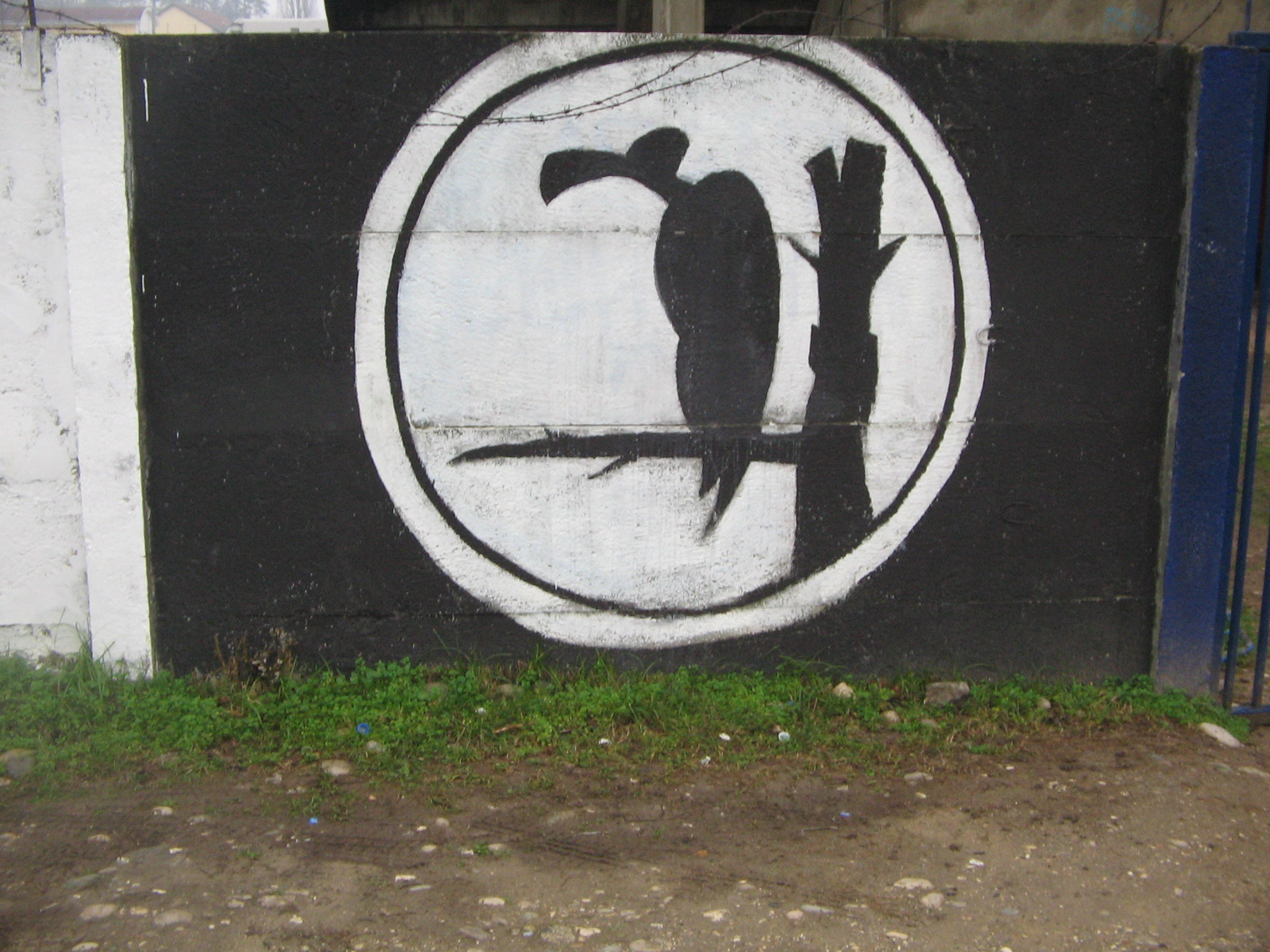
Logo Lešinari

W 1987 roku założona została grupa kibiców Lešinari (Sępy). Była ona jedną z największych grup kibicowskich w byłej Jugosławii, a obecnie jest jedną z największych w Bośni i Hercegowinie. Lešinari prowadzą zorganizowany doping na trybunie północnej, korzystając z bębnów, niekiedy także rac oraz petard. Charakterystycznym dla grupy jest fakt tworzenia indywidualnych opraw na niemalże każde spotkanie domowe zespołu. Grupa organizuje także zorganizowane wyjazdy na mecze wyjazdowe. 

#### Hymn
Pierwszym hymnem klubu był utwór “Banjalučki Borac” z 1972 roku, autorstwa Mustafy Mujezinovicia.
Obecnie za hymn klubu uważa się utwór lokalnego zespołu muzycznego Medeni Mesec, "Borac". Utwór ten jest odtwarzany przed i po każdym spotkaniu domowym klubu oraz po zdobytych bramkach. 

### Stadion

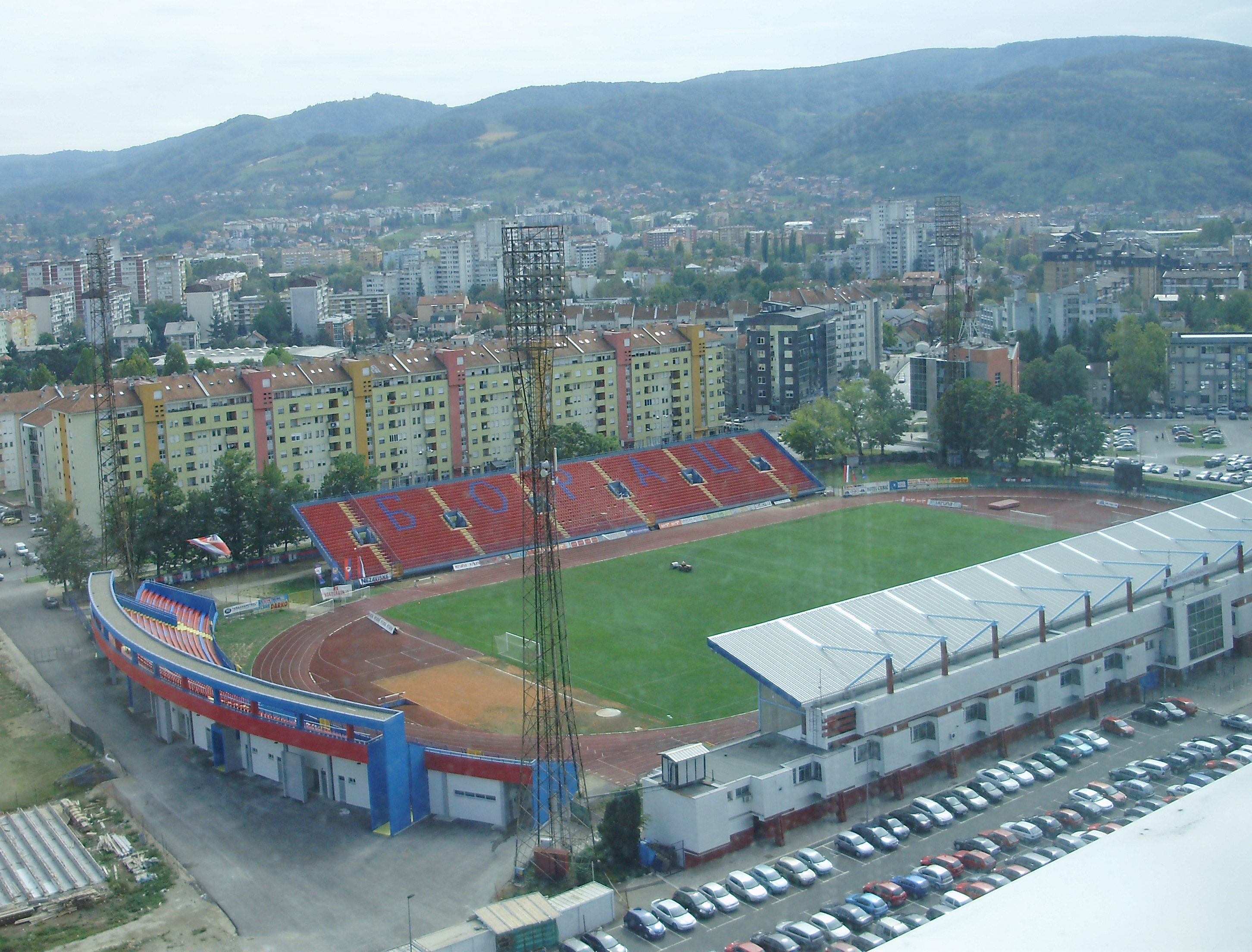
Widok na Stadion Miejski w Banja Luce z lotu ptaka

Borac rozgrywa swoje spotkania na Stadionie Miejskim w Banja Luce. Obiekt może pomieścić 9730 kibiców. Posiada trzy trybuny, w tym jedną krytą. W 2022 roku prezydent Republiki Serbskiej Milorad Dodik zapowiedział budowę nowego stadionu w Banja Luce, który miałby pełnić funkcję stadionu narodowego Republiki Serbskiej. 

### Relacje z innymi zespołami
W ostatnich latach naturalnymi rywalami Boraca są najmocniejsze zespoły w lidze, głównie z terenów Federacji Bośni i Hercegowiny. Mecze z tymi klubami bardzo często określane są derbami, jak np. spotkania z Zrinjskim, FK Sarajevo czy Željezničarem. 
Derbami Krajiny określane są spotkania przeciwko Rudarowi Prijedor. 
Borac ma oficjalną zgodę kibicowską oraz dobre relacje z serbskim klubem Vojvodina.

#### Banja Luka
Lokalnym rywalem Boraca jest klub FK BSK Banja Luka, który aktualnie występuje w 1. lidze Republiki Serbskiej. W 2022 kluby podpisały porozumienie o współpracy. Inne kluby z Banja Luki to FK Naprijed, z którym Borac także ma oficjalną umowę o współpracy oraz Željezničar.

## Skład
Stan na 28 grudnia 2024.
| Nr | Poz. | Piłkarz                              |
| -- | ---- | ------------------------------------ |
| 1  | BR   | Damjan Sziszkowski                   |
| 2  | OB   | Bart Meijers                         |
| 4  | OB   | Nikola Pejović                       |
| 5  | PO   | Boban Nikolov                        |
| 6  | OB   | Niko Datković                        |
| 7  | NA   | Nikola Srećković                     |
| 8  | PO   | Aleks Pihler                         |
| 9  | NA   | Esmir Hasukić                        |
| 10 | NA   | David Vuković                        |
| 11 | NA   | Damir Hrelja                         |
| 13 | BR   | Filip Manojlović                     |
| 15 | PO   | Srđan Grahovac (kapitan)             |
| 16 | OB   | Sebastián Herrera                    |
| 18 | OB   | Aleksandar Subić (drugi wicekapitan) |
| 20 | OB   | Zoran Kvržić                         |
| 21 | BR   | Nikola Ćetković                      |

| Nr | Poz. | Piłkarz                      |
| -- | ---- | ---------------------------- |
| 22 | NA   | David Čavić                  |
| 23 | PO   | Stojan Vranješ (wicekapitan) |
| 24 | OB   | Jurich Carolina              |
| 27 | NA   | Enver Kulašin                |
| 30 | NA   | Gregor Bajde                 |
| 31 | OB   | Savo Šušić                   |
| 45 | PO   | Petar Karaklajić             |
| 49 | NA   | Stefan Marčetić              |
| 50 | PO   | Sergej Bogdanić              |
| 51 | PO   | Luka Misimović               |
| 77 | PO   | Stefan Savić                 |
| 88 | PO   | Dino Skorup                  |
| 92 | BR   | Nikola Miličević             |
| 93 | OB   | Marko Vukčević               |
| 98 | PO   | Sandi Ogrinec                |
| 99 | NA   | Đorđe Despotović             |

## Europejskie puchary
Legenda do wszystkich tabel:
- Q – runda eliminacyjna, 1/16, 1/8, 1/4, 1/2 – odpowiednia faza rozgrywek, Grupa – runda grupowa, 1r gr – pierwsza runda grupowa, 2r gr – druga runda grupowa, F – finał, R – runda, PO – play-off
- k. – rzuty karne, los. – losowanie, Dogr. – dogrywka, w. – zasada bramek strzelonych na wyjeździe

| Sezon   | Rozgrywki                 | Runda       | Przeciwnik         | Dom     | Wyjazd  | Ogólnie     |
| ------- | ------------------------- | ----------- | ------------------ | ------- | ------- | ----------- |
| 1975/76 | Puchar Zdobywców Pucharów | 1R          | Rumelange          | 9–0     | 5–1     | 14–1        |
| 1975/76 | Puchar Zdobywców Pucharów | 2R          | RSC Anderlecht     | 1–0     | 0–3     | 1–3         |
| 1988/89 | Puchar Zdobywców Pucharów | 1R          | Metalist Charków   | 2–0     | 0–4     | 2–4         |
| 2010/11 | Liga Europy               | 2Q          | Lausanne Sports    | 1–1     | 0–1     | 1–2         |
| 2011/12 | Liga Mistrzów             | 2Q          | Maccabi Hajfa      | 3–2     | 1–5     | 4–7         |
| 2012/13 | Liga Europy               | 1Q          | Čelik Nikšić       | 2–2     | 1–1     | 3–3, w.     |
| 2020/21 | Liga Europy               | 1Q          | Sutjeska Nikšić    | 1–0 (D) | 1–0 (D) | 1–0 (D)     |
| 2020/21 | Liga Europy               | 2Q          | Rio Ave            | 0–2 (D) | 0–2 (D) | 0–2 (D)     |
| 2021/22 | Liga Mistrzów             | 1Q          | CFR Cluj           | 2–1     | 1–3     | 3–4, Dogr.  |
| 2021/22 | Liga Konferencji Europy   | 2Q          | Linfield           | 0–0     | 0–4     | 0–4         |
| 2022/23 | Liga Konferencji Europy   | 1Q          | B36 Tórshavn       | 2–0     | 1–3     | 3–3, k: 3–4 |
| 2023/24 | Liga Konferencji Europy   | 2Q          | Austria Wiedeń     | 1–2     | 0–1     | 1–3         |
| 2024/25 | Liga Mistrzów             | 1Q          | Egnatia Rrogozhinë | 1–0     | 1–2     | 2–2 k: 4–1  |
| 2024/25 | Liga Mistrzów             | 2Q          | PAOK               | 0–1     | 2–3     | 2–4         |
| 2024/25 | Liga Europy               | 3Q          | KÍ Klaksvík        | 3–1     | 1–2     | 4–3, Dogr.  |
| 2024/25 | Liga Europy               | PO          | Ferencvárosi TC    | 1–1     | 0–0     | 1–1, k: 2–3 |
| 2024/25 | Liga Konferencji          | Faza ligowa | LASK Linz          | 2–1 (D) | 2–1 (D) | 20. miejsce |
| 2024/25 | Liga Konferencji          | Faza ligowa | APOEL              | 1–0 (W) | 1–0 (W) | 20. miejsce |
| 2024/25 | Liga Konferencji          | Faza ligowa | Omonia Nikozja     | 0–0 (D) | 0–0 (D) | 20. miejsce |
| 2024/25 | Liga Konferencji          | Faza ligowa | Shamrock Rovers    | 0–3 (W) | 0–3 (W) | 20. miejsce |
| 2024/25 | Liga Konferencji          | Faza ligowa | Panathinaikos      | 1–1 (D) | 1–1 (D) | 20. miejsce |
| 2024/25 | Liga Konferencji          | Faza ligowa | Víkingur Reykjavík | 0–2 (W) | 0–2 (W) | 20. miejsce |
| 2024/25 | Liga Konferencji          | 1/16        | Olimpija Lublana   | 1–0     | 0–0     | 1–0         |
| 2024/25 | Liga Konferencji          | 1/8         | Rapid Wiedeń       | 1–1     | 1–2     | 2–3, Dogr.  |
| 2025/26 | Liga Konferencji          | 1Q          | FC Santa Coloma    | 1–4     | 2–0     | 3–4         |

## Osiągnięcia
- Puchar Jugosławii:
  - zdobywca (1): 1987/88
  - finalista (1): 1973/74
- Mistrzostwo Bośni i Hercegowiny
  - mistrz (3): 2010/11, 2020/2021, 2023/2024
- Puchar Bośni i Hercegowiny:
  - zdobywca (1): 2009/10
  - finalista (3): 2003/04, 2020/21, 2023/24
- Mistrzostwo Republiki Serbskiej:
  - zdobywca (5): 2000/01, 2005/06, 2007/08, 2016/17, 2018/19
- Puchar Republiki Serbskiej:
  - zdobywca (4): 1994/95, 1995/06, 2008/09, 2010/11
  - finalista (1): 2007/08
- Puchar Mitropa:
  - zdobywca (1): 1992